# Quinto Manlio Vulsón
Quinto Manlio Vulsón  fue un político y militar romano del siglo IV a. C. perteneciente a la gens Manlia.

## Familia
Vulsón fue miembro de los Manlios Vulsones, la más antigua familia patricia de la gens Manlia. Fue hermano de Aulo Manlio Vulsón Capitolino.

## Tribunado consular
Obtuvo el tribunado consular en el año 396 a. C., año de la toma de Veyes. Tito Livio no lo nombra entre los tribunos consulares de ese año; su nombre procede de los Fasti Capitolini.